# Vassili Katanian
Vassili Abgarovitch Katanian (en russe : Васи́лий Абга́рович Катаня́н), né le 15 avril 1902 et mort 15 février 1980 à Moscou est un critique littéraire soviétique, écrivain, biographe de Vladimir Maïakovski. Il a utilisé les pseudonymes de V. A. Katenine et d'I. Lomov (В. А. Катенин, И. Ломов).

## Biographie
Vassili Abgarovitch est né à Moscou. Son père Abgar Ivanovitch Katanyants, Arménien, originaire de Tiflis, est alors stagiaire externe à la clinique thérapeutique de l'hôpital de l’Université impériale de Moscou .
Vassili Katanian étudie à l'Institut polytechnique de Tiflis. Il commence parallèlement à écrire des poèmes et des articles.
En collaboration avec V. Kara-Murza, il publie un recueil de poèmes Soirée bleue («Синим вечером», 1918) et, seul, le recueil Meurtre sur un fonds romantique («Убийство на романтической почве», 1919), et participe au célèbre recueil Sofia Georgievna Melnikova : la Courge fantastique («Софии Георгиевне Мельниковой: Фантастический кабачок», 1919).
Il est alors membre de l'Atelier des poètes et l'Union des écrivains russes de Géorgie.
Il participe à l'édition du journal Art («Искусство»), et travaille à partir de 1921, à Kavrosta. De 1923 à 1927, il est directeur adjoint de la maison d'édition Zakkniga («Заккнига»).
En 1926, Vassili Katanian publie son premier essai littéraire, Les coupes de la censure dans la Résurrection de L. Tolstoï («Цензурные изъятия в „Воскресении“ Л. Толстого»).
Après s'être installé à Moscou en 1927, il devient membre du LEF, et commence en juin à travailler comme secrétaire de rédaction de la revue Novy LEF. En 1929-1930, il est membre du REF (Front révolutionnaire, РЕФ, «Революционный фронт») .
Il publie dans différents journaux : la Komsomolskaïa Pravda, les Izvestia, Vecherniaïa Moskva (ru), la Literatournaïa gazeta, est secrétaire de la rédaction du magazine L'étudiant rouge («Красное студенчество») et travaille pour la maison d'édition Molodaïa gvardia (ru).
Il entre au conseil et au bureau exécutif de la Fédération des associations d'écrivains soviétiques (ru). À partir de 1939, il est membre de l'Union des écrivains soviétiques.
Vassili Katanian a reçu la médaille du Mérite au travail de la Grande Guerre patriotique (1945).
Il s'est vu attribuer par le Fonds littéraire de l'URSS la moitié de la datcha située ulitsa Pogodine, n° 7, à Peredelkino. La seconde moitié de la datcha était occupée par la famille de l'écrivain Vsevolod Ivanov
Il a été marié à Maria Petrovna Sinelnikova (1906-1987). En 1922, il épouse Galina Dmitrievna Klepatskaya (1904-1991). De 1937 à la fin de sa vie, Katanyan vit avec Lilia Brik, leur mariage étant officiellement enregistré en 1956.
Il meurt le 15 février 1980 à Moscou, dans l'appartement où il avait vécu avec Lili Brik, deux ans après la mort de celle-ci.
Son fils, Vassili Katanian (ru), est réalisateur et écrivain.

## Critique et éditeur de Vladimir Maïakovski
Son premier travail sur Maïakovski, un article intitulé Les racines des vers («Корни стихов»), est publié dans l'Almanach avec Maïakovski («Альманах с Маяковским» - 1934).
Différents articles sur l'œuvre du poète sont rassemblés dans le livre Récits sur Maïakovski («Рассказы о Маяковском» - 1940).
Vassili Katanian a rassemblé et édité les trois éditions des œuvres complètes de Maïakovski (1934-1939, 1939-1949, 1955-1961).
En 1939, il publie la Brève chronique de la vie et de l'œuvre de V. V. Maïakovski («Краткая летопись жизни и работы В. В. Маяковского»), l'une des sources les plus importantes sur sa vie et son œuvre de Maïakovski. Elle a été republiée en 1945, 1948, 1956, 1961 et 1985, cette dernière édition posthume portant le titre «Maïakovski. Chronique de sa vie et de son activité («Маяковский. Хроника жизни и деятельности»).

## Autres œuvres
- (ru) Они знали Маяковского [« Ils connaissaient Maïakovski »]  (Pièce),‎ 1954.
- (ru) Не только любовь [« Ce n'est seulement l'amour »]  (Livret d'opéra),‎ 1961.
- (ru) Анна Каренина [« Anna Karenine »]  (Scénario),‎ 1967.
- (ru) Сценарий фильма о Н. Г. Чернышевском [« N. G. Tchernchevski »]  (Scénario).